# 1967 în artă
← 1964 în artă — 1965 în artă — 1966 în artă ——  1967 în artă  —— 1968 în artă — 1969 în artă — 1970 în artă →
1967 în artă implică o serie de evenimente:

## Galerie (lucrări din 1967)
- Lucrări reprezentative